# Sister Hazel

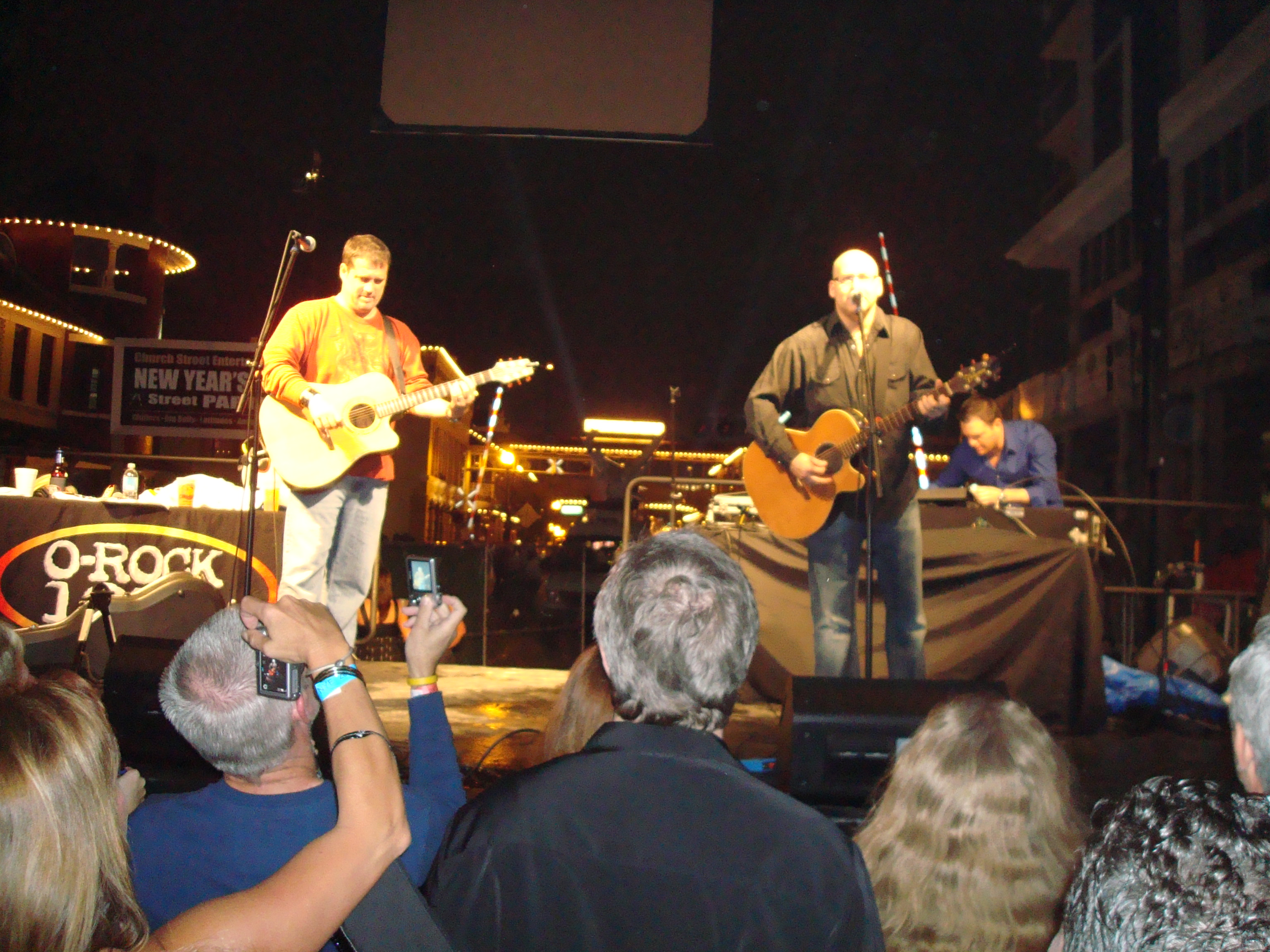
Les Sister Hazel

Sister Hazel est un groupe de musique américain. Leur musique est un mélange de pop, de folk et de rock.
Les membres du groupe sont :
- Ken Block - Chant principal / Guitare acoustique
- Jeff Beres - Basse
- Andrew Copeland - Guitare rythmique
- Ryan Newell - Guitare principale
- Mark Trojanowski - Batterie

## Discographie
- Sister Hazel - 1994, (réédité en 2005)
- Somewhere More Familiar - 1997
- Fortress - 2000
- Chasing Daylight - 2003
- Lift - 2004
- Lift: Acoustic Renditions - 2005
- Absolutely - 2006
- Release - 2009